# Listă de basme
Aceasta este o ”'listă de basme”' culte sau populare după regiune, țară sau limbă.

## Basme africane
- „Întrecerea mincinoșilor”
- „Mica antilopă”
- „Păstorul și bufnița”
- „Ultimul rege-maimuță”
- „Elefantul și maimuța"

## Basme albaneze
- „Cocoșul și găina”
- „Diavolii păcăliți ”
- „Fiul nerecunoscător”
- „Frumoasa pământului ”
- „Leul dătător de aur”
- „Mireasa Soarelui ”

## Basme americane
Americani nativi
- „Cheag-de-Sânge”
- „Demonul cascadei Niagara ”
- „Fapta corbului”
- „Hiawatha”
- „Insula morților”
- „Manabozho cel isteț”
- „Steaua căzătoare”

## Basme arabe
- „Baba și șeitanul păcălit”[1]
- „Beduinul cel înțelept”[1]
- „Bulgăre de sare”[2]
- „Câinele credincios”[1]
- „Cele trei povețe”[1]

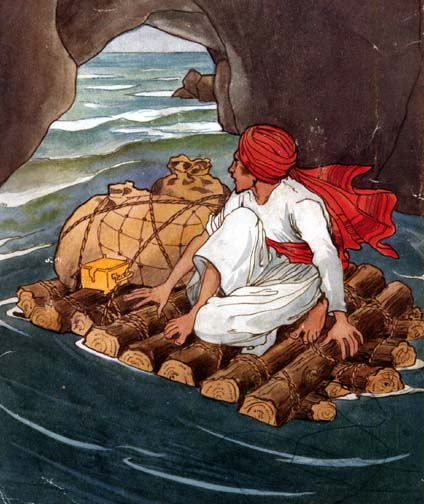
Sinbad în a șasea călătorie

- „Cum iepurele a învins balena și elefantul”[1]
- „E zabad!...”[1][3]
- „Fata pescarului și mama cea vitregă”[1]
- „Fata sultanului și inelul fermecat”[1]
- „Fellahul și ginnul”[1]
- „Jinjil și Rabab”[1]
- „Molla Usfur”[1]
- „Noaptea neînfricaților”[1]
- „Pescarul nechibzuit”[1]
- „Povestea celor trei frați isteți”[2][4]
- „Povestea lui Sindbad-Marinarul”
- „Povestea lui Aladdin și a lămpii fermecate”
- „Povestea lui Ali Baba și a celor patruzeci de hoți”
- „Printre străini și acasă”[1]
- „Prințesa care nu vorbise niciodată”[2]
- „Struțul sultanului”[2]
- „Solomon și Corbul”[2]
- „Taler cu doua fețe”[2]
- „Vânătorul și vrăjitoarea cu pălăria de pene”[2]
- „Vulpoiul, lupul și leul”[1]

## Basme aromâne
- „Berbecul de aur”
- „Birbicușa”
- „Căciula, punga și trâmbița”
- „Căprina”
- „Curcubeta”
- „Dafina”
- „Fata moșului cea înțeleaptă”
- „Fiul săracului și fiul bogatului”
- „Lacul din Gramoste”
- „Legenda cârtiței”
- „Mintea și Norocul”
- „Piatra fermecată”
- „Povestea celor trei mincinoși”
- „Somnul, Șobolanul și Gândacul”
- „Tana-Căpitana”
- „Țila”

## Basme argentiniene
- „Floarea de lirolay”

## Basme austriece
- „Balaurul lacului”

## Basme aztece
- „Floarea podișurilor pustii ”

## Basmebirmane
- „Adevăratul prieten”
- „Piticul cel urât”

## Basme bulgare
- „Cum s-a descoperit hoțul”
- „Fructul cel mai valoros”
- „Fuga animalelor”
- „Nora răsfățată”

## Basme dinCaraibe
- „Allepantepo”
- „De ce plâng copiii?”

## Basme dinCeylon
- „Cei douăzeci și cinci de netoți”
- „Cum au ajuns pe cer soarele și luna”

## Basme chineze
- „Avandi Istețul”
- „Banditul și Cotonogeală”
- „Bâta răzbunării”
- „Boierul cu nasul lung”
- „Cântecul de dragoste”
- „Cel mai frumos bărbat”
- „Cele doua curcubeie”
- „Cine are burta spartă”
- „Cocorii”
- „Corabia prețioasă”
- „Cum s-a tras cu arcul în lună”
- „Doi frați și aurul”
- „Două răspunsuri la o întrebare”
- „Domnul Dung-Co și lupul”
- „Feciorul și fantoma”
- „Fuga lui Kua Fu după soare”
- „Gluma proastă”
- „Iepurele judecător”
- „În căutarea soarelui”
- „Între cincizeci și o sută de pași”
- „Leac pentru nemurire”
- „Lupul care nu mănâncă oi”
- „Maimuțele și castanele”
- „Maimuțele și lăcustele”
- „Mamă de vânzare”
- „Melodia pasării Fenix”
- „Metamorfoza”
- „Nurorile din oglinzi”
- „Nu știe să frigă carnea”
- „O călătorie ciudată”
- „Ochii cerului s-au deschis”
- „Pasărea-Fenix”
- „Penelul fermecat”
- „Povestea casei”
- „Povestea vânătorului”
- „Pasărea fericirii”
- „Praful de aur”
- „Prima impresie”
- „Prostul lacom”
- „Răzbunarea iepurelui”
- „Scoica și barza”
- „Spintecătorul de dragoni”
- „Șase frați”
- „Șiretenia câinelui”
- „Tânărul împărat și fata înțeleaptă”
- „Tigrul care caută un maestru”
- „Tabloul cel din mătase țesut ”
- „Trei frați”
- „Trei-Tăișuri”
- „Umbra fricosului”
- „Unchiașul cu toba de aramă”
- „Voi muri cu numai două zile înainte de moartea dumneavoastră”
- „Voinicul și tigrii”
- „Zece frați”
- „Zoreaua nestemată”

## Basme coreene
- „Câinele cel credincios”
- „Mormântul lăcomiei”

## Basme daneze
- „Prințesa și bobul de mazăre”
- „Crăiasa zăpezilor”
- „Bricheta”
- „Mica sirenă”
- „Degețica”

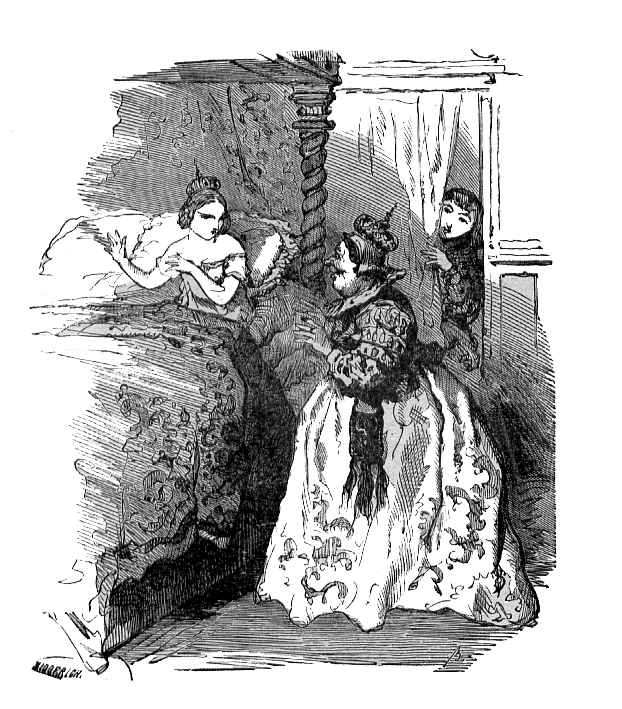
Prințesa și bobul de mazăre

- „Hainele cele noi ale împăratului”
- „Rățușca cea urâtă”
- „Soldățelul de plumb”
- „Fetița cu chibriturile”

## Basme egiptene
Egiptul Antic
- „Frații învrăjbiți”
- „Insula șarpelui proroc” Arhivat în 20 octombrie 2020, la Wayback Machine.
- „Învățatul Satmi și fiul său”
- „Ochii Adevărului”
- „Peștele înțelept și focul” Arhivat în 20 octombrie 2020, la Wayback Machine.
- „Prințul blestemat Arhivat în 20 octombrie 2020, la Wayback Machine.”
- „Ursita fiului de faraon”

## Basme engleze
- „Cele două prințese” [5]
- „Cele trei dorințe”
- „Childe Rowland”
- „Cei trei purceluși”
- „Cum a fost orbit uriașul”
- „Dick Whittington și pisica lui”
- „Eu Însumi”
- „Fântâna celor trei capete”

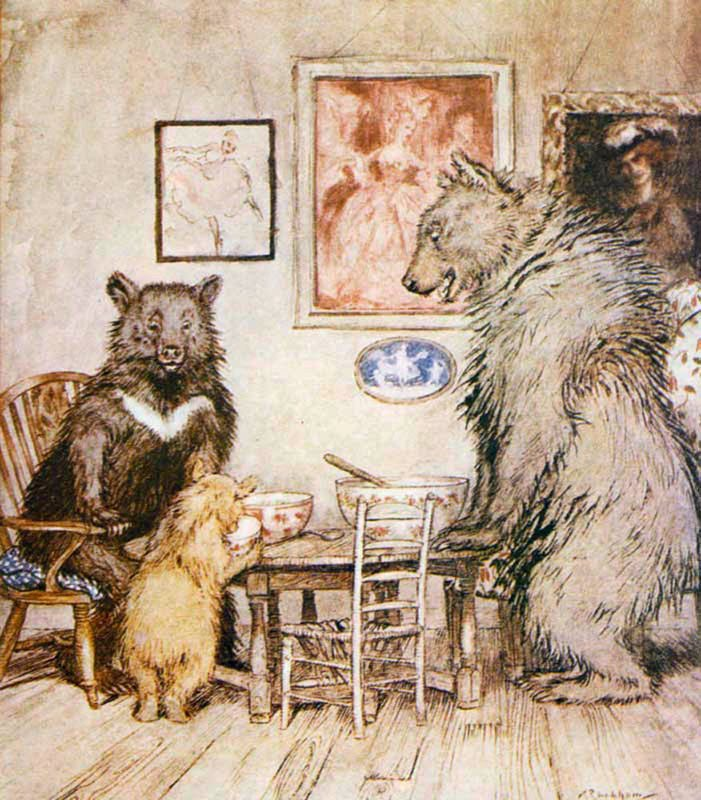
„Povestea celor trei urși”, ilustrație de Arthur Rackham, 1918

- „Fântâna de la capătul lumii” (sau „Izvorul de la capătul lumii”)
- „Fluierașul fermecat”
- „Frumoasa în blănița de pisică”
- „Frumușica și monstrul”
- „Gobborn înțeleptul”
- „Jack-Spaima Uriașilor”
- „Jack și vrejul de fasole”
- „Johnny Gloke”
- „Lăbuță buclucașă”
- „Măgarul, masa și bățul”
- „Molly Whipple”
- „Pățania Cireșicii din Zennor”
- „Peter Prostănacul”
- „Prințesa de Colchester”
- „Povestea celor trei urși”  (Goldilocks and the Three Bears; adaptat de Lev Tolstoi ca „Cei trei urși”, Три медведя)
- „Regele John și Abatele de Canterbury”
- „Regele pisicilor”
- „Povestea lui Tom Degețel”
- „Stelele din cer”
- „Stratul de lalele”
- „Tabachera de aur”
- „Tom Tit Tot”
- „Zdrențuita”

## Basme etiopiene
- „Călugărul”
- „Cum a fost izgonit Abunawas”
- „Doi împricinați surzi și o oaie șchioapă”
- „Focul de pe munte”
- „Hiena și măgărița”
- „Lăudărosul”
- „Puiul de cioară cel isteț”

## Basme franceze
- „Barbă albastră”
- „Frumoasa adormită”
- „Frumoasa și bestia” (La Belle et la Bête)
- „Tom Degețel”
- „Vrăjitorul Merlin”

bretane
- „Podul din Londra”

normande
- „Căpitanul și logodnica lui”
- „Cei patru frați”
- „Povestea celor trei călugări isteți”
- „Ulcica de sare”
- „Povestea lacomului și a prietenului său”

## Basme germane

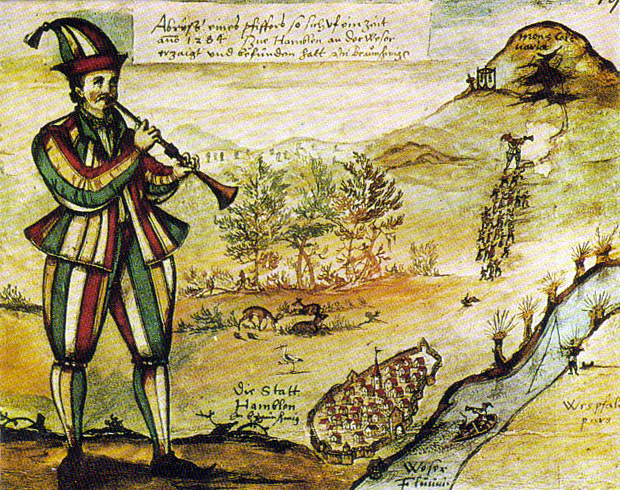
Fluierașul din Hamelin, ilustrație din 1592

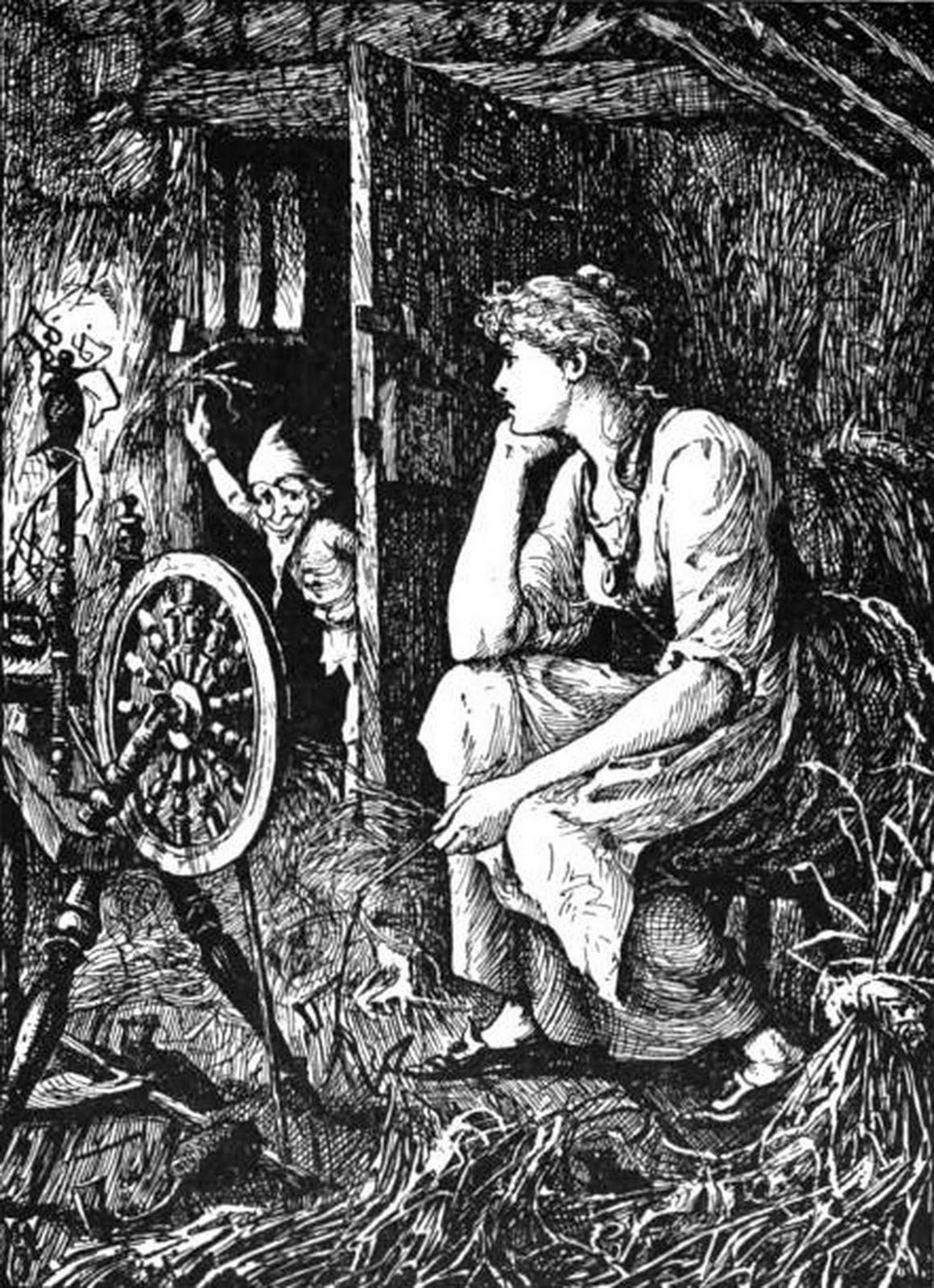
Fata morarului sau Rumpelstiltskin

- „Fluierașul din Hamelin” (Rattenfänger von Hameln)
- „Frumoasa adormită”
- „Fata morarului”
- „Hänsel și Gretel”
- „Lupul și cei șapte iezi”
- „Prințul fermecat”
- „Rapunzel”

## Basme grecești
- „Balta fermecată ”
- „Cosânzeana”
- „Făt-Frumos cel adormit”
- „Făt-Frumos din zahăr”
- „Motanii năzdrăvani”
- „Tichia fermecată”
- „Zmeul”
- „Zmeul cel cu mare faimă”

## Basme indiene
- „Bărbierul cel sărac”
- „Crocodilul și maimuța”
- „Corbii și bufnițele”
- „Elefantul și berbecul”
- „Fatima și dervișul”
- „Graurul și bobul de mazăre”
- „Mătușa leopardului”
- „Maimuța și broasca țestoasă”
- „Negustorul și maimuțele”
- „Papagalul cel înțelept”
- „Postmoni”
- „Regele nerecunoscător și animalele recunoscătoare”
- „Sticletele și broaștele țestoase”
- „Supărarea maimuței”
- „Țăranul și sarea”
- „Un neîndemânatic”

## Basme indoneziene
- „Bravidjaia Tiung Vanara”
- „Crăiasa albinelor albe”
- „Tisna Vati”

## Basme israelite
- „Înțeleptul Solomon și vicleanul Asmodeu”

## Basme italiene
- „Barca fermecată, care merge pe mare și pe uscat ”
- „Betta ”
- „Berta și Nerone ”
- „Cola-Pește ”
- „Cele două verișoare și cei șase pustnici ”
- „Frumoasa cu steaua de aur ”
- „Frumoasa din palatul fermecat”
- „Enea, scroafa albă și cei treizeci de purceluși”
- „Prințul îngâmfat ”
- „Romolo și Remo ”
- „Pățaniile lui Giufa ”
- „Soldatul roman”
- „Zâna Morgana ”

## Basme japoneze
- „Balaurul cu opt capete”
- „Iasun-Boshi”
- „Izvorul tinereții”
- „Lupta dintre maimuță și rac”
- „Pățania iepurelui alb”
- „Pescarul și fiica regelui marii”
- „Piulița fermecată”
- „Povestea celor doi frați”

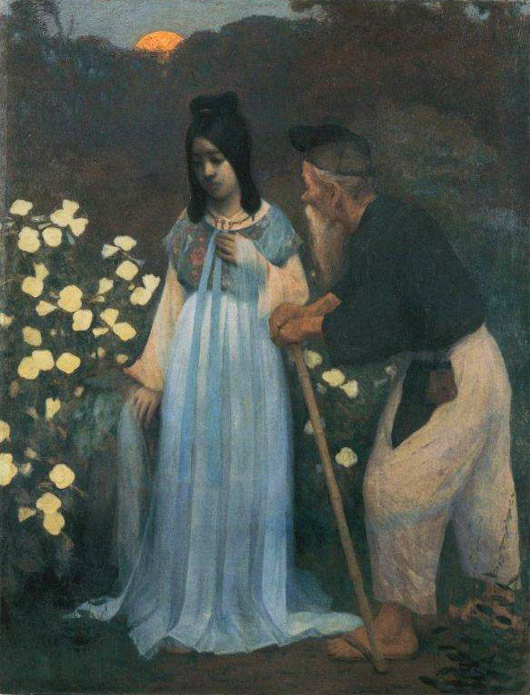
„Povestea tăietorului de bambus”

- „Povestea tăietorului de bambus”  sau „Povestea prințesei Kaguya”
- „Prințesa lunii”
- „Take-trai”
- „Unchiașul făcător de minuni”
- ,,Vrăbiuța''

## Basme javaneze
- „Cihung Vanara”
- „Crocodilul alb”
- „Copilul nerecunoscător”
- „Femeia cea isteață”
- „Hoțul la mine!”
- „Întoalce-te, hoțule!”
- „Prințesa și maimuțoiul”
- „Povestea cu cei trei hoți”
- „O femeie, trei tâlhari și un hoț”
- „Țapul fermecat”
- „Vulpea cea cu cioc”

## Basme letone
- „Pățania unui boier care a mâncat fân”

## Basme mongole
- „Cea mai mare bogăție”
- „Prețuirea bătrânilor”

## Basme norvegiene
- „Băiatul și vântul”
- „O monedă câștigată cinstit”
- „Vânătorul Olaf și ielele”

## Basme persane
- „Corbul cel îndărătnic”
- „Legenda vinului”
- „O sută de dinari”
- „Povestea fetei de croitor și a feciorului de împărat”
- „Sahm și Zal”
- „Vulpea și cocoșul”

## Basme peruane
- „Vrăjitorul fără oase”

## Basme poloneze
- „Floarea de ferigă”
- „Invalizii”
- „Pescarul”
- „Povestea inului”

## Basme românești
- „Tinerețe fără bătrânețe și viață fără de moarte”
- „Zâna Munților"

## Basme rusești
- „Fecioara fără mâini”[6]

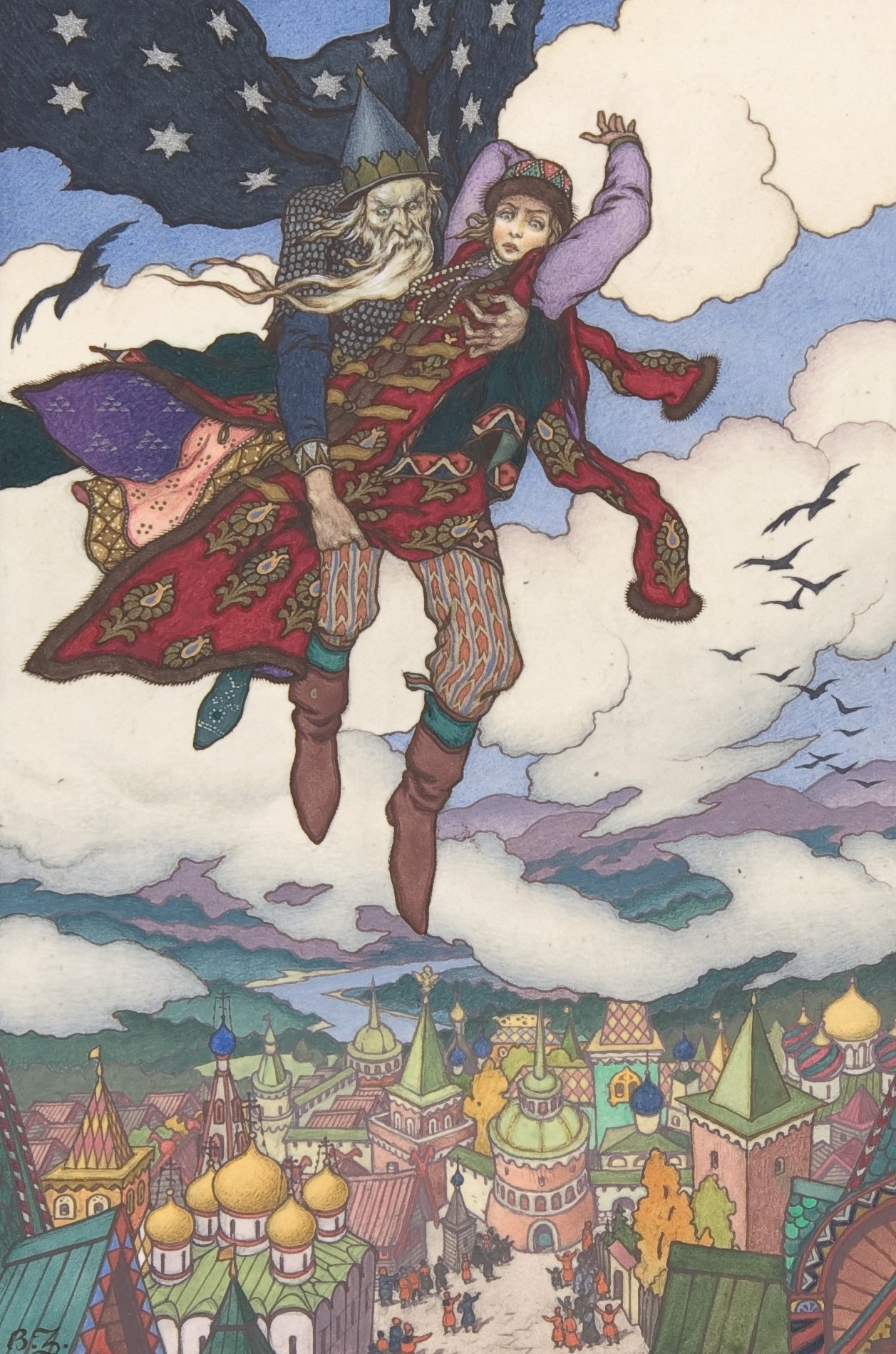
„Moartea lui Koschei Nemuritorul” sau „Maria Morevna”

- „Moartea lui Koschei Nemuritorul”[6] sau „Maria Morevna” (Марья Моревна)
- „Pana lui Finist Șoimanul”[6][7]
- „Prințesa care nu a zâmbit niciodată” sau „Țarina cea nezâmbitoare”[6]

- „Baba Iaga” [8]
- „Bogatyrul fără picioare și Bogatyrul fără mâini”
- „Rățușca albă”
- „Boierul neînfricat
- „Vaniuska și fiica țarului”

- „Preafrumoasa Vasilisa”
- „Stejarul prezicător”
- „Inelul fermecat”
- „Vânzătorul de oale”
- „Gâștele lebede”
- „Emelea prostănacul

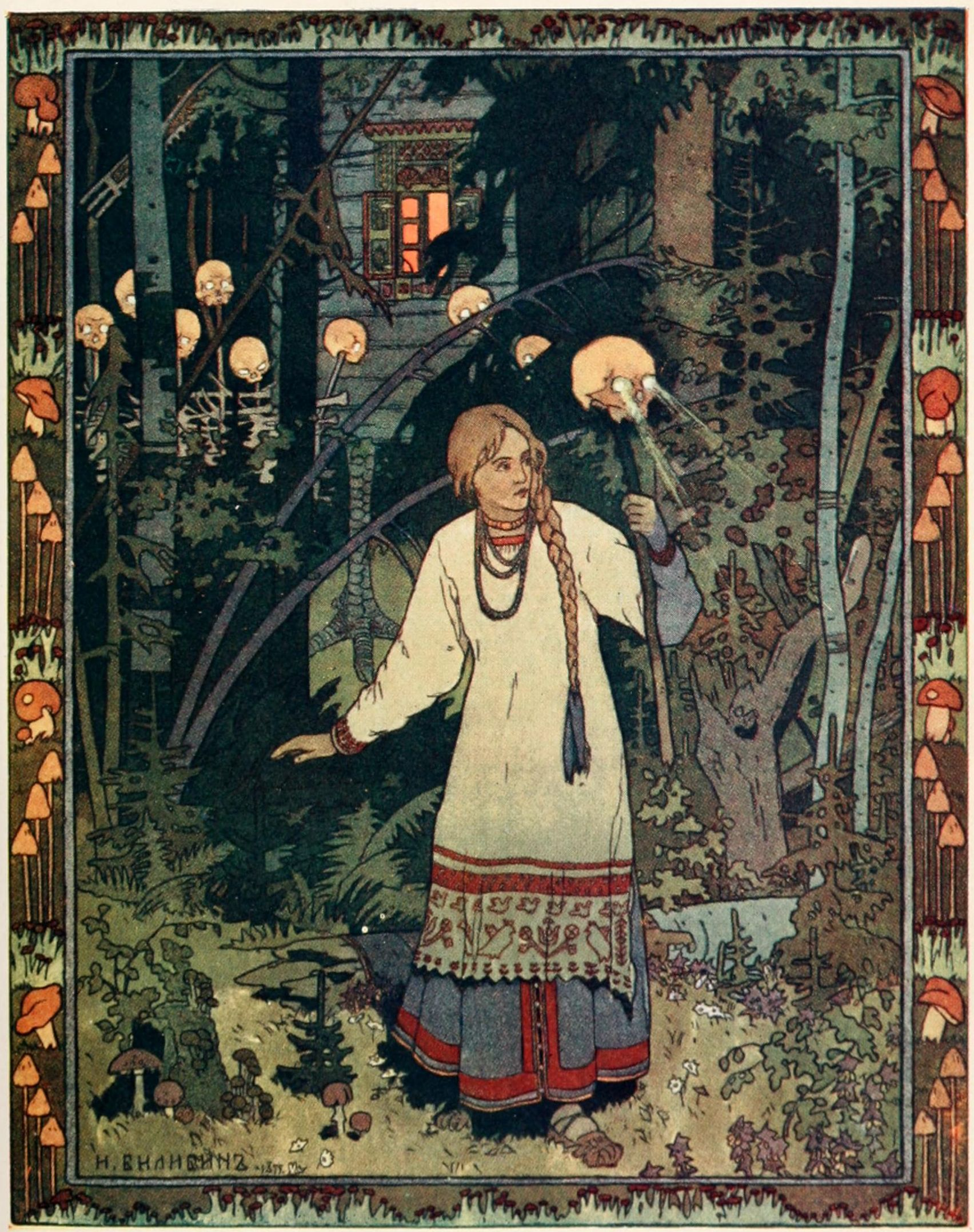
Preafrumoasa Vasilisa

- „Pasarea de foc și prințesa Vasilisa”
- „Țareviciul vrăjit
- „Prințesa vrăjită”
- „Cocoșelul de aur”
- „Ivan fiul de țăran și mujicul cu mustăți de șapte verste”
- „Ilia Muromet”
- „Koscei nemuritorul”
- „Havrosecika cea mititică”
- „Limba păsărească”
- „Tâlharii”
- „Piatra nestemată”
- „Poveste despre cei trei prinți”
- „Încălțările fermecate”
- „Ivan-Țarevici, pasărea de foc și lupul cel sur”
- „Soldatul și țarul în pădure”
- „Țarul Ivan și opincarul”
- „Ce nu se poate pe lume”
- „Cămașa fermecată”
- „Ilia Muromet și balaurul”
- „Pomul care cântă”
- „Povestea rățuștei cu ouă de aur”
- „Prințesa din împărăția subpământeană”
- „Sfetnicul printului Alioșa Popovici”

Calmuci
- „Cui i se cuvine răsplata?”
- „Copil de han, sămânță de oameni răi”
- „Inimă de frate”
- „Tovărășie anapoda”

## Basme sârbești
- „Muzicanții”

## Basme sârbo-croate
- „Balaurul și feciorul de împărat”
- „Inelul făcător de minuni”
- „Omul de fier”
- „Fântâna de aur”

## Basme spaniole
- „Fluturașa măritată cu un șoricel”[9]
- „Iepurele și broasca râioasă”
- „Mâneca cea galbenă”
- „Pasărea și inelul”
- „Povestea lui Cucurigu”
- „Șoricica îngâmfată”  (La Ratita Presumida)
- „Veinte și regele”
- „Vulpea face o farsă lupului ”

## Basme suedeze
- „Sfoara de fum”

## Basme tătare
- „Hanul și șarpele”
- „Jurământul lupului”
- „Omul cel nătâng”
- „Șemșiban”
- „Stufărișul”
- „Vânătorul Mehmet”
- „Viteazul Kamîr”
- „Voinicul Geantemir”

## Basmetibetane
- „Cei patru fericiți”
- „Leul nerecunoscător”

## Basme turcești
- „Crăticioara”
- „Frumosul pescar”
- „Keloglan și fata de padișah”
- „Mărul care râde și mărul care plânge”
- „Mireasa cea bătrână”
- „Povestea babei și a cocoșului”
- „Povestea lui Atoglu și a lui Gulhanim”
- „Povestea tăietorului de lemne”
- „Țăranul și Sultanul  Mahmut”
- „Zâna din portocală”

## Basme ucrainene
- „Jupânul motan”[10]
- „Mănușa”[10]
- „Poveste cu motanul și cocosul”[10]
- „Povestea lui Ivasik”[10]
- „Vulpea cea șireată”[10]
- „Vițelușul de paie”[10] (Солом'яний бичок)

## Basme uzbece
- „Dacă-ți trimit o gâscă, o jumulești?”

## Basme dimȚara de Foc
- „Kwangip biruitorul”

## Basme vietnameze
- „Copacul care vorbește”
- „Pepenaș”
- „Viteazul Tehk-Seng”

## Vezi și
- „Povești nemuritoare”